# Bia Santana
Beatriz "Bia" Santana (Rio de Janeiro, 29 de novembro de 2003) é uma atriz, modelo e dançarina brasileira.

## Biografia
Nascida na zona norte do Rio de Janeiro, Bia começou a fazer dança aos quatro anos e, aos onze, entrou para a escola de teatro. Aos dezoito anos, mudou-se para São Paulo a fim de dar continuidade nos trabalhos como modelo. Já participou de várias campanhas publicitárias e teve proposta para seguir carreira internacional na área, além de ter chegado a cursar Direito e Ciências Sociais; no entanto, ela decidiu ficar no Brasil e focar na carreira de atriz. Como dançarina, ela é especializada em ballet, jazz, sapateado, danças urbanas e dança contemporânea.
Em 2023, Bia desfilou na passarela da 56ª edição da São Paulo Fashion Week. No mesmo ano, estreou na televisão interpretado Vic no remake de Elas por Elas; com o papel na trama das 18h, Bia voltou a morar no Rio de Janeiro. Em 2024 ganhou destaque como a ambiciosa Tati, uma adolescente apaixonada por K-drama, na telenovela Volta por Cima; irmã mais nova da protagonista, Madá (Jéssica Ellen), a personagem ganhou camadas de ambiguidade ao se deixar levar pelas manipulações do tio, Osmar (Milhem Cortaz), e a composição de Bia recebeu elogios de público e crítica.

## Filmografia

### Televisão
| Ano       | Título         | Personagem                      | Notas       |
| --------- | -------------- | ------------------------------- | ----------- |
| 2023–2024 | Elas por Elas  | Victória Xavier Venturini (Vic) | [ 5 ]       |
| 2024–2025 | Volta por Cima | Tatiana Pereira Souza (Tati)    | [ 6 ] [ 4 ] |

### Cinema
| Ano  | Título    | Personagem     |       |
| ---- | --------- | -------------- | ----- |
| 2022 | Painho    | Menina da flor |       |
| 2025 | Metástase | Não informado  | [ 7 ] |